# Kolonga
Kolonga es una localidad del distrito de Lapaha, en Tonga. Tiene una población de 1.213 habitantes en 2021.